# Michael Mayr (poslanec Říšského sněmu)
Michael Mayr (1802 – 1870) byl rakouský politik německé národnosti z Horních Rakous, během revolučního roku 1848 poslanec Říšského sněmu.

## Biografie
Roku 1849 se uvádí jako Michael Mayer, statkář v Hörschingu.
Během revolučního roku 1848 se zapojil do veřejného dění. Ve volbách roku 1848 byl zvolen i na ústavodárný Říšský sněm. Zastupoval volební obvod Wels. Tehdy se uváděl coby statkář. Náležel ke sněmovní levici.